# René Gsell
Pour les articles homonymes, voir Gsell.
René Gsell, né le 22 juin 1921 à Benfeld (Bas-Rhin) et mort le 26 octobre 2000, docteur ès lettres, est un linguiste et phonéticien français. 

## Biographie
Agrégé de grammaire en 1952 et professeur au lycée de Strasbourg, René Gsell  continue ses études de philologie grecque et latine, de sanscrit et de vieux perse auprès, entre autres, d'Émile Benveniste et André Martinet, à Paris. En 1955, il est nommé assistant de phonétique à la Faculté des Lettres de Grenoble.  En 1960, il est nommé directeur de l’Institut de Phonétique qui avait été créé en 1904 par Théodore Rosset, puis dirigé par Antonin Duraffour. Il développe cet institut, avec un département de linguistique appliquée et une véritable reconfiguration du laboratoire initial de phonétique expérimentale d'un niveau international. 
Gsell était en contact avec ses collègues Louis Hjelmslev, René Jakobson, Bertil Malmberg et Eugen Coşeriu qu’il invita à donner un séminaire à Grenoble. C'est sur sa proposition que Roman Jakobson est nommé Docteur Honoris Causa de l'Université de Grenoble en 1966.
C'est René Gsell qui va introduire la licence de linguistique à Grenoble partir de 1967-68 avec les certificats de linguistique générale, linguistique française, phonétique générale, linguistique appliquée. 
Au niveau recherche il crée les bases et les moyens d'une recherche véritablement pluridisciplinaire associant l'analyse acoustique menée dans l'Institut de Phonétique à la synthèse et à la reconnaissance de la parole en collaboration avec des électroniciens de l'ENSERG et des informaticiens de l'IMAG et du CETA (Centre d'Étude pour la Traduction Automatique).
Après 1968, René Gsell devient professeur à l'Université Sorbonne-Nouvelle, à l’Institut de linguistique et phonétique générales et appliquées (ILPGA).